# Peter Nellen
Peter Nellen (* 10. August 1912 in Düren; † 29. Dezember 1969 ebenda) war ein deutscher Politiker (CDU, später SPD). Er war von 1949 bis 1969 Mitglied des Deutschen Bundestages.

## Leben und Beruf
In seiner Jugend war Peter Nellen Mitglied der katholischen Jugendorganisation Bund Neudeutschland, die der Jesuitenpater Ludwig Esch gegründet hatte. Nach dem Abitur studierte er katholische Theologie, Philosophie, Geschichte und Germanistik in Bonn, Köln und Berlin. Nach dem Studienabschluss war er ab 1943 Studienassessor und unterrichtete als Gymnasiallehrer, zuletzt in Aachen. Während des Zweiten Weltkriegs war er Unteroffizier in der Strafdivision 999. Er geriet in amerikanische Kriegsgefangenschaft und leitete die Kriegsgefangenenlagerschule in San Antonio, Texas. Ab 1946 war er Regierungsrat und Dezernent für Volkshochschulwesen, Jugendpflege und Sport im Regierungspräsidium.
Nellen war verheiratet und hatte fünf Kinder. Er war Mitglied der katholischen Studentenverbindung K.D.St.V. Grotenburg (Detmold) Köln im CV.

## Politik
Peter Nellen arbeitete nach 1945 als Regierungsrat für Schule, Jugend und Sport bei der Bezirksregierung in Münster und trat der dortigen CDU bei. Er gehörte dem Deutschen Bundestag seit dessen erster Wahl 1949 bis 1969 an. Er vertrat von 1949 bis 1961 als direkt gewählter Abgeordneter den Wahlkreis Münster-Stadt und -Land im Parlament. Vom 7. Juni 1950 bis 1953 war er stellvertretender Vorsitzender des Organisationsausschusses des Bundestages. Wegen erheblicher Differenzen mit seiner Partei – es ging um die Standpunkte zur Kriegsdienstverweigerung und Atomrüstung – trat er am 8. November 1960 zur SPD über. In den nächsten beiden Legislaturperioden wurde er auf der SPD-Landesliste Nordrhein-Westfalen ins Parlament gewählt. Innerhalb der SPD-Fraktion war er für die Beziehungen zur katholischen Kirche zuständig. Nach der Bundestagswahl 1969 schied er aus dem Parlament aus und starb kurze Zeit später.

## Ehrungen
Nellen wurde mit der Willibald-Pirckheimer-Medaille für „wahrhaft humanistische Gesinnung“ ausgezeichnet. Außerdem erhielt er das Bundesverdienstkreuz 1. Klasse.

## Veröffentlichungen
- Der Preis der Freiheit. Glock und Lutz, Nürnberg 1958.
- Mit der Atombombe leben? In: Gewerkschaftliche Monatshefte. Heft 2, 1960, S. 65 ff. (library.fes.de PDF).